# Wijntortel
De wijntortel (Streptopelia vinacea) is een tortelduif die algemeen voorkomt in grote delen van West- en Oost-Afrika.

## Beschrijving
De wijntortel is 25 cm lang en overwegend grijsbruin van kleur. De vogel lijkt sterk op de izabeltortel die ook in Afrika voorkomt. De wijntortel is kleiner en maakt een ander geluid. Deze vogel is vaak te horen, soms ook 's nachts en 's middags op het heetst van de dag als andere vogels stil zijn, dan klinkt zijn viertonig kòe-koe-koe-kòe.
De wijntortel heeft van de snavel naar het oog een smalle zwarte streep. De kop, nek en borst zijn wijnkleurig roze. Op de buik is de vogel roomwit en de mantel en de rug zijn licht okerkleurg. De buitenste vleugeldekveren zijn blauwgrijs. Aan de achterkant nek loopt een brede zwarte band. De staartveren zijn grijsbruin, de twee buitenste veren zijn zwart aan naar het einde toe lichtgrijs. De iris is donkerbruin. De poten zijn roodachtig.

## Voorkomen en leefgebied
Het verspreidingsgebied ligt in Gambia, Nigeria, Sierra Leone, Guinee, Kameroen, Oeganda en het noordwesten van Ethiopië. Het is een duif van dorre savannes en gebieden met droog struikgewas.

## Status
De grootte van de wereldpopulatie is niet gekwantificeerd. De vogel is talrijk binnen het verspreidingsgebied en men veronderstelt dat de soort in aantal stabiel blijft. Om deze redenen staat de wijntortel als niet bedreigd op de Rode Lijst van de IUCN.